# Casa de Moneda de Chile
La Casa de Moneda de Chile (CMCh) es una sociedad anónima (S.A.) perteneciente al Estado de Chile, creada en 1743, esta se encarga de la impresión de billetes y acuñación de monedas de curso legal, así como de la impresión de estampillas, pasaportes, formularios oficiales, especies valoradas, las placas patentes de vehículos, así como medallas y galvanos. Es la empresa más antigua de Chile en operaciones, así como una de las más antiguas del continente aún en funcionamiento.
Depende del Sistema de Empresas Públicas (SEP) y su propiedad es 99 % de Corfo y 1 % del Estado de Chile.

## Historia

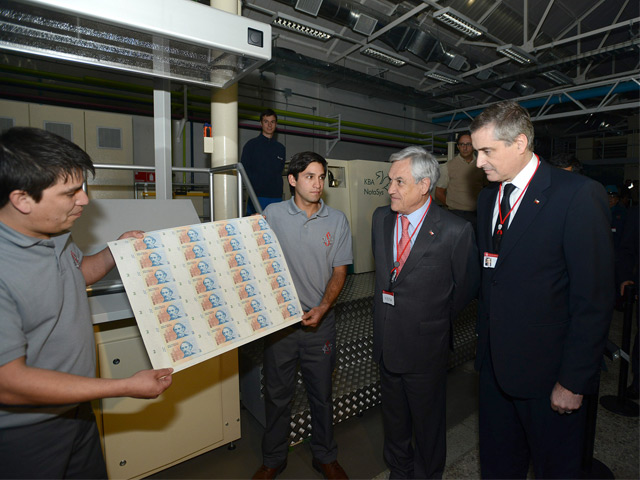
El presidente Sebastián Piñera acompañado del ministro de Economía, Fomento y Turismo, Félix de Vicente, encabezando la ceremonia de conmemoración de los 270 años de la Casa de Moneda en 2013.

Fue creada el 1 de octubre de 1743 por Real Cédula de Felipe V, como iniciativa de Francisco García de Huidobro que propone la creación de una instalación una ceca para acuñar monedas en Santiago de Chile, debido a la escasez de circulante. Se le autoriza su funcionamiento con un privilegio perpetuo a García de Huidobro. Este debe asumir los costos de instalación y el pago de los funcionarios, a cambio de recibir las utilidades y el título de Tesorero Perpetuo.
Sus actividades estaban regidas por la orden real del 9 de junio de 1720, la misma que era empleada por el resto de las casas de moneda de América. En 1749 sale acuñada la primera moneda, media onza de oro (4 escudos de peso) con la imagen de Fernando VI. En agosto de 1770 por Real Cédula de Carlos III la corona asume el funcionamiento y propiedad de la Casa de Moneda.
El 7 de julio de 1772, mediante Cédula Real, Francisco Xavier de Rengifo y Becerril fue nombrado fundidor mayor de la Real Casa de Moneda, quien como se señala en la cédula "por méritos propios y heredados" es depositario de la confianza para asumir el cargo en representación de la corona. Ese mismo año Mateo de Toro y Zambrano es nombrado superintendente de la Real Casa de Moneda.
En 1927 se fusiona con la Dirección General de Especies Valoradas, encargados de la impresión de billetes, llamándose «Dirección de Talleres de Especies Valoradas», teniendo su actual nombre desde 1953.
Con la publicación de la Ley 20.309 el 11 de diciembre de 2008, la Casa de Moneda de Chile se convirtió en una sociedad anónima cerrada, con su propiedad repartida en un 99% para la Corporación de Fomento de la Producción (Corfo) y un 1% al Fisco. La escritura de constitución oficial de la sociedad anónima se realizó el 1 de junio de 2009.

## Sedes
Las construcciones que han albergado a la Casa de Moneda de Chile han sido:
- Un sitio entre las actuales calles Huérfanos y Morandé (1743).
- La Casa del Colegio Máximo de San Miguel (1772).
- El Palacio de la Moneda, especialmente construido por Joaquín Toesca para que cumpliera dichas funciones (1805-1929).
- Una instalación en el Parque Quinta Normal, donde actualmente funciona desde 1929, que pertenecía a los antiguos Talleres de Especies Valoradas. Fue construida en 1914.

## Ceca
Todas las monedas y medallas acuñadas por la Casa de Moneda de Chile tienen un símbolo distintivo, la identificación del lugar de su fabricación, la ceca, que en el caso de Chile es una "S" coronada con una "o" minúscula, por el anagrama de Santiago. Este símbolo fue impuesto por la Corona española y se usó desde la primera moneda acuñada en Chile, el cuatro escudos de 1749 y se continúa usando hasta nuestros días.